# 渡辺将人
渡辺 将人（わたなべ まさひと、1975年 - ）は日本の政治学者。博士（政治学）。慶應義塾大学総合政策学部、大学院政策・メディア研究科教授。元北海道大学大学院准教授。専門は現代アメリカ政治、外交。。早稲田大学大学院政治学研究科にて博士（政治学）。

## 人物
東京都に生まれる。

### 学歴
- 1998年 早稲田大学文学部英文科卒業（米政治思想）
- 2000年 シカゴ大学大学院国際関係論修士課程修了（MA, International Relations）。指導教員はブルース・カミングス
- 2015年 早稲田大学大学院政治学研究科にて博士（政治学）学位取得。主査 副査は吉野孝、田中愛治、久保文明[1]

### 職歴
- 1999年 米国連邦議会ジャン・シャコウスキー下院議員事務所（外交担当立法調査・報道官補担当）
- 2000年 ヒラリー・クリントン上院選挙事務所本部、米大統領選挙アル・ゴア=ジョー・リーバーマン陣営ニューヨーク支部アウトリーチ局（アジア系統括責任者）
- 2001年 テレビ東京に入社。「ワールドビジネスサテライト」ディレクター、報道局政治部記者（総理官邸、外務省、野党キャップ）、社会部記者（警察庁担当）
- 同社退社後、2008年 コロンビア大学ウェザーヘッド研究所フェローを経て、2010年までジョージ・ワシントン大学ガストン・シグール・センター客員研究員
- 2010年 北海道大学大学院メディア・コミュニケーション研究院准教授。
- 2019年 台湾国立政治大学社会科学学院政治学系訪問学者・同大学国際事務学院訪問学者。
- 2019年-2020年 ハーバード大学国際問題研究所客員研究員（Academic Associate）。
- 2020年 北海道大学大学院メディア・コミュニケーション研究院准教授。
- 2023年 慶應義塾大学総合政策学部、大学院政策・メディア研究科准教授。
- 2024年 北海道大学大学院公共政策学連携研究部附属公共政策学研究センター研究員兼任。
- 2025年 慶應義塾大学総合政策学部、大学院政策・メディア研究科教授。

### 受賞歴
- 2009年 - 第5回中曽根康弘賞優秀賞
- 2014年 - 第50回日本翻訳出版文化賞（『アメリカ西漸史』）
- 2016年 - 平成27年度北海道大学研究総長賞奨励賞
- 2016年 - 第4回アメリカ学会斎藤眞賞（「バラク・オバマと人種をめぐる選挙戦略の変容」『アメリカ研究』48号）
- 2017年 - 第33回大平正芳記念賞（『現代アメリカ選挙の変貌』）
- 2024年 - 第46回サントリー学芸賞（『台湾のデモクラシー』）

## 著書

### 単著
- 『アメリカ政治の現場から』（文藝春秋［文春新書］、2001年）
- 『見えないアメリカ――保守とリベラルのあいだ』（講談社［講談社現代新書］、2008年）
- 『現代アメリカ選挙の集票過程――アウトリーチ戦略と政治意識の変容』（日本評論社、2008年）
- 『オバマのアメリカ――大統領選挙と超大国のゆくえ』（幻冬舎［幻冬舎新書］、2008年）
- 『評伝 バラク・オバマ――「越境」する大統領』（集英社、2009年）
- 『分裂するアメリカ』（幻冬舎［幻冬舎新書］、2012年）
- 『現代アメリカ選挙の変貌――アウトリーチ・政党・デモクラシー』（名古屋大学出版会、2016年）
- 『アメリカ政治の壁――利益と理念の狭間で』（岩波書店［岩波新書］、2016年）
- 『メディアが動かすアメリカ――民主政治とジャーナリズム』（筑摩書房［ちくま新書］、2020年）
- 『大統領の条件――アメリカの見えない人種ルールとオバマの前半生』（集英社［集英社文庫］、2021年）
- 『アメリカ映画の文化副読本』（日本経済新聞出版、2024年）
- 『台湾のデモクラシー――メディア、選挙、アメリカ』（中央公論新社［中公新書］、2024年）

### 共著
- 『オバマ・アメリカ・世界』（NTT出版、2012年）久保文明・中山俊宏 共著
- 『混迷のアメリカを読みとく10の論点』（慶應義塾大学出版会、2024年）西山隆行・前嶋和弘 共著

### 共著（分担執筆）
- 『オバマ政権のアジア戦略』（ウェッジ、2009年）久保文明編
- 『オバマ政権はアメリカをどのように変えたのか――支持連合・政策成果・中間選挙』（東信堂、2010年）吉野孝・前嶋和弘編
- 『オバマ政治を採点する』（日本評論社、2010年）久保文明編
- 『ティーパーティ運動の研究――アメリカ保守主義の変容』（NTT出版、2012年）久保文明編
- 『オバマ政権と過渡期のアメリカ社会――選挙・政党・制度・メディア・対外援助』（東信堂、2012年）吉野孝・前嶋和弘編
- 『新版 アメリカを知る事典』（平凡社、2012年）荒このみ他監修
- 『オバマ後のアメリカ政治――2012年大統領選挙と分断された政治の行方』（東信堂、2014年）吉野孝・前嶋和弘編
- 『アメリカ文化事典』（丸善、2018年）アメリカ学会編
- 『危機のアメリカ「選挙デモクラシー」――社会経済変化からトランプ現象へ』（東信堂、2020年）吉野孝・前嶋和弘編
- 『ブリタニカ国際年鑑 2021』（ブリタニカ・ジャパン、2021年）
- 『アメリカ政治の地殻変動――分極化の行方』（東京大学出版会、2021年）久保文明・中山俊宏・山岸敬和・梅川健編
- 『バイデンのアメリカ――その世界観と外交』（東京大学出版会、2022年）佐橋亮・鈴木一人編
- 『揺らぐ国際秩序と混迷する世界――崩壊寸前の戦後国際規範』（産経新聞出版、2024年）国際経済連携推進センター編

### 訳書
- ブルース・カミングス『戦争とテレビ』（みすず書房、2004年）
- ケント・E・カルダー『日米同盟の静かなる危機』（ウェッジ, 2008年）
- ライザ・マンディ『ミシェル・オバマ――アメリカを変革するファーストレディ』（日本文芸社、2009年）
- ブルース・カミングス『アメリカ西漸史――≪明白なる運命≫とその未来』（東洋書林, 2013年）
- ナンシー・アイゼンバーグ『ホワイト・トラッシュ――アメリカ低層白人の四百年史』（東洋書林, 2018年）